# Рогла
Рогла (словен. Rogla) је насељено место у општини Зрече, Савињска регија, Словенија, и познати спортски и здравствени центар.

## Историја
До територијалне реорганизације у Словенији била је у саставу старе општине Словенске Коњице.

## Становништво
У попису становништва из 2011. године, Рогла је имала 1 становника.
| Број становника према пописима | Број становника према пописима | Број становника према пописима |
| ------------------------------ | ------------------------------ | ------------------------------ |
| 1991                           | 2002                           | 2011                           |
| 0                              | З                              | 1                              |

Напомена: Године 1982. настала издвајањем дела из насеља Худиња (Витање).
- Ознака З представља заштићене податке.

## Галерија
- ски центри
- скијање
- жичара
- осматрачница
- пејзаж